# Alibabki
Alibabki – polski żeński zespół wokalny założony w Warszawie zimą 1963 przez Zbigniewa Ciechana i Jana Rysińskiego.
15-krotnie wystąpiły na Krajowym Festiwalu Piosenki Polskiej w Opolu, zdobywając łącznie trzy główne nagrody. Cztery razy wystąpiły na festiwalu w Sopocie, zdobywając nagrodę publiczności.
Grały koncerty w kraju oraz w ośrodkach polonijnych za granicą, m.in. w Stanach Zjednoczonych i Kanadzie. Poza własną twórczością, wspomagały chórkami innych polskich wykonawców, takich jak: Bizony, Budka Suflera, Breakout, Czerwone Gitary, Marek Grechuta, Anna Jantar, Irena Jarocka, Elżbieta Jodłowska, Stenia Kozłowska, Halina Kunicka, Wojciech Młynarski, Czesław Niemen, Jerzy Połomski, Maryla Rodowicz, Skaldowie, Tajfuny, Tadeusz Woźniak i Andrzej Zaucha.

## Skład zespołu
Zadebiutowały w styczniu 1964. Początkowo w skład zespołu weszły wokalistki Reprezentacyjnego Chóru i Orkiestry Symfonicznej Związku Harcerstwa Polskiego, działającego pod kierownictwem Władysława Skoraczewskiego:
- Anna Dębicka (ur. 1945)
- Krystyna Grochowska (ur. 1942, zm. 2025[2][3])
- Anna Łytko (ur. 1943)
- Wanda Orlańska (Borkowska, wł. Wanda Narkiewicz-Jodko; ur. 1943, zm. 2020)[4]
- Alina Puk (ur. 1943), której miejsce zajęła Ewa Dębicka (później: Ewa Belina Brzozowska)
- Sylwia Rajchert (potem Krajewska) (ur. 1943)

Późniejszy skład zespołu ulegał licznym zmianom, co spowodowane było głównie tym, że członkinie podstawowego składu od czasu do czasu przebywały na urlopach macierzyńskich, co powodowało konieczność znalezienia kogoś na zastępstwo. Następnie grupa wracała do podstawowego składu, co jednak powodowało, że na rynku równolegle funkcjonowały dwa zespoły sygnujące się nazwą „Alibabki”.
W zespole śpiewały:
- Jolanta Darowna
- Ewa Korczyńska
- Beata Lewińska
- Maria Osuch
- Krystyna Radwańska
- Agata Dowhań
- Elżbieta Szreniawa
- Barbara Trzetrzelewska

## Kierownicy muzyczni grupy
- Jan Rysiński
- Zbigniew Ciechan (1964)
- Juliusz Loranc (1964–1969 oraz od 1974)
- Bernard Kawka (1969)
- Henryk Wojciechowski (1970–1973)

## Kariera zespołu
Zespół zadebiutował jako Sekstet Wokalny na I Krajowym Sympozjum Piosenki Harcerskiej w Przemyślu oraz Radiowej Giełdzie Piosenki w 1964. W tym samym roku podczas II Krajowego Festiwalu Piosenki Polskiej w Opolu wokalistki otrzymały nagrodę za interpretację piosenki „Idzie świt”. Również w 1964 dokonały pierwszych nagrań radiowych, a rok później nagrały swój pierwszy album, wydały czwórkę pt. W rytmach Jamajca Ska (z grupą Tajfuny) oraz wystąpiły na 3. KFPP w Opolu z utworem „Gdy zmęczeni wracamy z pól”.
W 1968 za utwór „To Ziemia” otrzymały Nagrodę Dziennikarzy na 6. KFPP w Opolu, a dzięki wygranej zostały dopuszczone do udziału na 8. Międzynarodowym Festiwalu Piosenki w Sopocie, na którym wystąpiły ze Stanem Borysem. W 1969 wystąpiły z utworem „Czekam tu” w koncercie „Premier” na 7. KFPP w Opolu, na którym odebrały też Nagrodę Przewodniczącego Komitetu ds. RiTV za piosenkę „Kwiat jednej nocy”. W 1972 wraz z Tadeuszem Woźniakiem otrzymały nagrodę Ministra Kultury i Sztuki za utwór „Zegarmistrz światła” podczas 10. KFPP w Opolu.
W latach 1969–1973 na skutek częstych zmian składu zespołu doszło do powstania konkurencyjnej grupy, również sygnującej się nazwą „Alibabki”. Odbyła się wtedy precedensowa sprawa sądowa w historii polskiej muzyki rozrywkowej o prawo do nazwy; została ona przywrócona założycielkom Alibabek, które wznowiły działalność w 1974.
Jeszcze w trakcie trwania sporu sądowego o nazwę, w 1974 tradycyjny skład zespołu wystąpił – jako Grupa Wokalna Polskich Nagrań – w koncercie z okazji 30-lecia PRL na 12. KFPP w Opolu. 
W latach 80. ponownie przerwały działalność, po czym na krótko wznowiły ją w 1987.
12 czerwca 2009 odsłoniły swoją gwiazdę w Alei Gwiazd w Opolu.
W 2015, za namową animatora polskiej sceny reggae i ska, Janusza Kusza, okazjonalnie z okazji 50. rocznicy wydania płyty W rytmach Jamaica Ska wystąpiły na Ostróda Reggae Festival i pojawiły się na koncercie pod hasłem „Tribute to Alibabki”. W 2016 w sześcioosobowym, tradycyjnym składzie w studiu nagraniowym Radia Łódź wraz z zespołem The Bartenders nagrały nowe wersje tych czterech piosenek w rytmie ska sprzed 50 lat oraz wystąpiły na estradzie w sierpniu 2016 na zakończenie trasy „Męskie granie” w Żywcu.

## Charakterystyka muzyczna
Śpiewały piosenki najpopularniejszych wówczas kompozytorów muzyki popularnej (m.in.: Seweryna Krajewskiego, Juliusza Loranca, Andrzeja Zielińskiego, Ryszarda Poznakowskiego, Katarzyny Gärtner, Andrzeja Kurylewicza, Adama Skorupki, Wojciecha Karolaka, Jana Ptaszyna Wróblewskiego, Jacka Mikuły) do tekstów najbardziej znanych autorów (jak np.: Agnieszka Osiecka, Jonasz Kofta, Marek Dagnan, Magda Czapińska, Jan Tadeusz Stanisławski czy Wojciech Młynarski).
Początkowo śpiewały prawie wyłącznie piosenki harcerskie, jednak później rozwinęły zarówno repertuar, jak i styl wykonywania utworów. W 1968 uniezależniły się od ZHP. Nagrały także kilka piosenek z repertuaru ludowego. Ich album pt. W rytmie Jamajca Ska (1965) przez wielu znawców gatunku uznawany jest za pierwszą polską płytę z muzyką ska.
Poza własną działalnością, uczestniczyły w licznych nagraniach innych wykonawców, których ponadto wspierały wokalnie podczas występów np. na festiwalach.

## Nagrody
- 1964 – II KFPP w Opolu, Nagroda Specjalna za piosenkę „Idzie świt”
- 1965 – III KFPP w Opolu, II Nagroda za piosenkę „Gdy zmęczeni wracamy z pól”
- 1965 – III KFPP w Opolu, nagroda rzeczowa za ww. piosenkę
- 1968 – VI KFPP w Opolu, Nagroda Prasy za piosenkę „To ziemia”
- 1969 – VII KFPP w Opolu, I Nagroda za piosenkę „Kwiat jednej nocy”
- 1969 – Międzynarodowy Festiwal Piosenki Sopot ’69, Nagroda Czytelników „Głosu Wybrzeża”
- 1976 – Honorowa Odznaka Prezydium Miejskiej Rady Narodowej w Opolu „Zasłużony dla Miasta Opola”
- 1987 – Odznaka Ministra Kultury i Sztuki – „Zasłużony Działacz Kultury”
- 1988 – XXV KFPP w Opolu, Kryształowy Kamerton, przyznany przez ZAKR, za całokształt działalności artystycznej
- 2009 – Srebrne Medale „Zasłużony Kulturze Gloria Artis” wręczone członkiniom zespołu, z okazji 45-lecia działalności artystycznej[10]

## Piosenki

### Piosenki Alibabek
- „Czarny kot”
- „Cygańska ballada” (muzyka: Edward Pałłasz, słowa: Maria Terlikowska)
- „Dom w malwy malowany” (muzyka: Jan Ptaszyn Wróblewski, słowa: Agnieszka Osiecka)
- „Ene, due, rabe” (muz. Andrzej Kurylewicz, sł.: Agnieszka Osiecka)
- „Gdy zmęczeni wracamy z pól” (muz. Juliusz Loranc, sł: Wiesław Dymny)
- „Grajmy sobie w zielone” (muz.: Aleksander Bem, sł.: Jerzy Kleyny)
- „Hej, dzień się budzi” (muz.: Katarzyna Gärtner, sł.: Jerzy Kleyny)
- „Idzie świt” (muz.: Zbigniew Ciechan, sł.: Jerzy Litwiniuk)
- „Jak dobrze mieć sąsiada” (muz.: Andrzej Kurylewicz, sł.: Agnieszka Osiecka)
- „Kapitańskie tango” (muz.: Antoni Skorupka, sł.: Anna Brzozowska)
- „Kwiat jednej nocy” (muz.: Juliusz Loranc, sł.: Jonasz Kofta)
- „Muzykalny zegar” (muz.: Jacek Mikuła, sł. Jerzy Kleyny)
- „Nie lubię tej piosenki” (muz.: Andrzej Zieliński, sł.: Magda Czapińska)
- „Pajacyk” (muz.: Marian Zimiński, sł.: Wojciech Młynarski)
- „Pani, ty jesteś urocza” (muz.: Jacek Mikuła, Marzena Mikuła; sł.: Jan Tadeusz Stanisławski)
- „Po świecie chodzą zakochani” (muz.: Henryk Wojciechowski, sł.: Leszek Aleksander Moczulski)
- „Rosołek” (muz.: Jan Ptaszyn Wróblewski, sł.: Stefan Friedmann)
- „Szary kolor twoich oczu” (muz.: Seweryn Krajewski, sł.: Krzysztof Dzikowski)
- „Tango zalotne – przeleć mnie” (muz.: Henryk Wojciechowski, sł.: Jan Tadeusz Stanisławski)
- „To ziemia” (muz.: Juliusz Loranc, sł.: Jonasz Kofta)
- „U pradziadka z patefonu” (muz.: Janusz Sikorski, sł.: Bogdan Chorążuk)
- „Zagrajmy w kości jeszcze raz” (muz.: Wojciech Trzciński, sł.: Agnieszka Osiecka)
- „Złote o” (muz.: Ryszard Poznakowski, sł.: Maciej Chabry)
- „Złoty ekspres” (muz.: Antoni Gorecki, sł.: Bogdan Chorążuk)

### Piosenki innych wykonawców, z którymi Alibabki śpiewały w chórkach
- „Bo z dziewczynami”
- „Bossa nova do poduszki”
- „Cień Wielkiej Góry”
- „Dojeżdżam”
- „Dziwny jest ten świat”
- „Jednego serca”
- „Jest taki samotny dom”
- „Jeszcze zima”
- „Nie ma jak u mamy”
- „Odpływają kawiarenki”
- „Port piratów”
- „Pożegnanie poetki”
- „Remedium”
- „Staruszek świat”
- „Szalony koń”
- „Śpiewam, bo muszę”
- „Wakacje z blondynką”
- „Wielka woda”
- „Wszystko mi mówi, że mnie ktoś pokochał”
- „Z kopyta kulig rwie”
- „Za każdy uśmiech twój”
- „Zegarmistrz światła”

## Dyskografia
Wśród zarejestrowanych nagrań zespołu oprócz płyt długogrających znajdują się liczne single, pocztówki grające oraz nagrania wydane na składankach festiwalowych i okolicznościowych, a także gościnne nagrania na płytach innych polskich artystów z tego okresu.
- Platynowa kolekcja / Złote przeboje (1999)
- …Bez nas ani rusz… / 2 CD (1998)
- Remanent (1994), CD, Muza – PNCD 265
- Niebiesko-Czarni: Przeżyjmy to jeszcze raz, vol. 1–3, LP, Muza
- Wesołych Świąt (1989), LP, Muza – 2811 (potem CD, Muza)
- Zagrajmy w kości jeszcze raz (1977), LP, Muza – SX 1497
- Kwiat jednej nocy (1969), LP, Pronit – SXL 0577
- Kapitańskie tango
- W rytmach Jamaica Ska (1965)

## Filmografia

### Filmy z udziałem Alibabek
- Wesoła siódemka (1992), wykonanie piosenek (polski dubbing)
- Benjamin Blümchen (1991), wykonanie piosenek (polski dubbing)
- Do góry nogami czyli Opera Buffo Opera UFO (1986), wykonanie piosenek i obsada aktorska
- Tajemnice wiklinowej zatoki (1984–1986), wykonanie piosenek
- Szaleństwa panny Ewy (1984), wykonanie muzyki
- Olimpiada Bolka i Lolka (1983–1984), wykonanie piosenek
- Przygody Błękitnego Rycerzyka (1983), chór
- Trzy misie (1982–1986), wykonanie piosenek
- Ukryty w słońcu (1980), wykonanie muzyki
- Wielka podróż Bolka i Lolka (serial; 1978–1979), wykonanie piosenek
- Wielka podróż Bolka i Lolka (1977), wykonanie piosenek
- Człowiek z marmuru (1976), wykonanie muzyki
- Zawodowcy (1975), wykonanie piosenki
- Szeryf Długie Ucho, 6. odcinek serialu Piesek w kratkę (1972), wykonanie piosenek
- Koncert na 707 ulic (1969), obsada aktorska
- Kulig (1968), obsada aktorska

### Filmy, w których wykorzystano piosenki Alibabek bądź piosenki z ich udziałem
- 1976: Zofia (piosenka „Będzie kolęda”)
- 1978: Hallo Szpicbródka, czyli ostatni występ króla kasiarzy („Piosenka przypomni ci”)
- 1978: Znaków szczególnych brak
- 1984: Przybłęda
- 1985: Tato, nie bój się dentysty
- 1989: Bal na dworcu w Koluszkach („Kwiat jednej nocy”)
- 1990: Piggate
- 2004: Mój Nikifor („Dziwny jest ten świat”)